# بریان استیونسون
بریان ای. استیونسون (متولد 14 نوامبر 1959) حقوقدان، فعال حوزهٔ عدالت اجتماعی، بنیان‌گذار و مدیر اجرایی سازمان غیرانتفاعی شهروندان پییشگام در زمینهٔ عدالت برابر و استاد کلینیکی دانشکدهٔ حقوق دانشگاه نیویورک است. استیونسون ساکن مونتگمری (آلاباما) است و تبعیض علیه فقرا و اقلیتها، به ویژه کودکان، را در نظام عدالت کیفری به چالش کشیده است. او به صدور آراء دادگاهی که منجر به منع محکومیت کودکان زیر 18 سال به مرگ یا حبس ابد بدون آزادی مشروط شد، کمک کرده‌است. معاضدت قضایی استیونسون در پرونده‌های مختلف، منجر به نجات ده‌ها زندانی از مجازات اعدام شده‌است. او وکالت افراد فقیر زیادی را بر عهده گرفته و به اصلاحات صنفی با هدف بهبود مدیریت عدالت کیفری دست یازیده است.

## جوایز
- 1995 بورس تحصیلی مک آرتور
- ۲۰۰۰ جایزهٔ اولاف پالمه
- ۲۰۰۹ جایزهٔ گروبر برای عدالت
- 2011 جایزهٔ آزادی‌های چهارگانه
- ۲۰۱۴ مدال اندرو کارنگی برای کتاب‌های برتر در زمینهٔ داستانی و غیرداستانی
- 2015 جایزهٔ صلح ادبی دیتون برای آثار غیرداستانی بایگانی‌شده  در ۷ مارس ۲۰۱۷ توسط Wayback Machine
- ۲۰۱۷ جایزهٔ استو برای نوشتن با هدف پیشبرد عدالت اجتماعی

## آثار منتشره
- «مقابله با حبس گروهی و بازگرداندن انصاف به تجدیدنظر ثانوی پرونده‌های کیفری» 41 Harv. C. R. -C. L. L. Rev. 339 (2006)[۱]
- «نهایت اقتدار در نهایت مجازات: لزوم ایفای نقش هیئت منصفه در صدور مجازات مرگ» ۵۴ علا. L. Rev. 1091 (2003)[۲]
- «سیاستِ ترس و مرگ: مشکلات ناشی از صدور مجازات مرگ در پرونده‌های فدرال هابیاس کورپوس» 77 N. P. U. L. Rev. 699 (2002)[۳]
- «بی رحمانه و غیر معمول: محکوم کردن بچه‌های ۱۳ ساله و ۱۴ ساله به مرگ در زندان» (2007)[۴]